# نورمان أدلر
نورمان أدلر (بالإنجليزية: Norman Adler)‏ هو عالم نفس أمريكي، ولد في 7 يونيو 1941 في شيكاغو في الولايات المتحدة، وتوفي في 11 سبتمبر 2016.